# Ballet Mécanique
Ballet Mécanique ("Mekanisk balett") var ett franskt avant-garde-projekt från 1924 bestående av en film och en musikkonsert.
Den dadaistiska filmen gjordes av Fernand Léger och Dudley Murphy. Musiken gjordes av George Antheil, men denna blev längre än filmen och därför användes inte musiken till filmen. Antheil framförde istället musiken i en konsert i Paris 1926. Konserten framfördes på mekaniska pianon, xylofoner, flygplanspropellrar och elektriska klockor. För att öka ljudet från propellrarna användes läderremmar; en av dessa blåste av och landade på publiken. Propellrarna blåste också av hattar och tupéer på personer i publiken. Konserten fick dock positivt mottagande från vissa recensenter, men mottagandet i Carnegie Hall i New York året därpå blev svalare.
1986 fick filmen nypremiär med musik av Michael Nyman. År 2000 kombinerade Paul Lehrman filmen med en klippt version av originalmusiken och den släpptes 2005 på DVD tillsammans med Lehrmans dokumentär om Anthiel och Ballet mécanique.